# Clifford Lett
Clifford Earl Lett (Pensacola, 23 dicembre 1965) è un ex cestista statunitense, professionista nella NBA.

## Palmarès
- CBA Rookie of the Year (1990)
- CBA All-Defensive First Team (1990)
- CBA All-Rookie First Team (1990)